# Erucastrum nasturtiifolium
La ravenissa groga (Erucastrum nasturtiifolium(Poir.) O.E.Schulz, 1916) és una espècie de planta herbàcia de la família de les brassicàcies amb les flors grogues, molt freqüent a Catalunya.

## Sistemàtica
El Sistema Cronquist assigna la família brassicàcia a l'ordre Capparales mentre que la moderna APG la posa dins l'ordre Brassicales.

### Variabilitat
En un estudi recent, (J. Vivant - 1977) Erucastrum nasturtiifolium es considera un “grup” o més exactament un “complex de formes” poc estudiat, que es presenta homogeni i amb característiques d'“espècie col·lectiva”. Dins aquest grup es distingeixen dos subgrups de poblacions : la subsp. sudrei (definit “grup pirenaic”) i la subsp.  nasturtiifolium i subsp. benacense (definit “grup submediterrani”). 

- Erucastrum nasturtiifolium O.E.Schulz subsp. benacense F.Martini & F.Fen. (2005)
- Erucastrum nasturtiifolium O.E.Schulz subsp. nasturtiifolium
- Erucastrum nasturtiifolium O.E.Schulz subsp. sudrei Vivant (1977)

### Sinònims
- Brassica obtusangula Bertol.
- Brassica erucastrum L.
- Brassica nasturtiifolia Poir.
- Eruca erucastrum (L.) G. Gaertner, B. Meyer & Scherb. (1800)
- Eruca sylvestris Lam. (1779)
- Erucastrum gmelinii Schimper & Spenner in Spenner (1829)
- Erucastrum intermedium Jordan (1864)
- Erucastrum montanum Hegetschw. (1840)
- Erucastrum obtusangulum (Schleich.) Rchb.f.
- Erucastrum obtusangulum subsp. intermedium (Jordan) Nyman (1878)
- Erucastrum obtusangulum var. subpinnatifidum (Lag.) Willk. in Willk. & Lange (1878)
- Hirschfeldia obtusangula (Rchb.) Fritsch
- Sinapis nasturtiifolia Poir. in Lam. (1797) (basiònim)

### Espècies similars
Una espècie molt semblant a aquesta és Erucastrum gallicum (Willd.) O.E.Schulz: només se'n diferencia per les fulles els segments de les quals no són incisos fins al raquis centrals i pel fet que les fulles caulinars s'ajunten sota la inflorescència.

## Etimologia
El nom genèric (Erucastrum) està agafat d'un altre gènere botànic de la mateixa família: Eruca (ja usat en llatí per Plini).

El nom binomial (Erucastrum nasturtiifolium) va ser proposat per Jean Louis Marie Poiret (Saint-Quentin) i després per Otto Eugen Schulz. 

## Morfologia

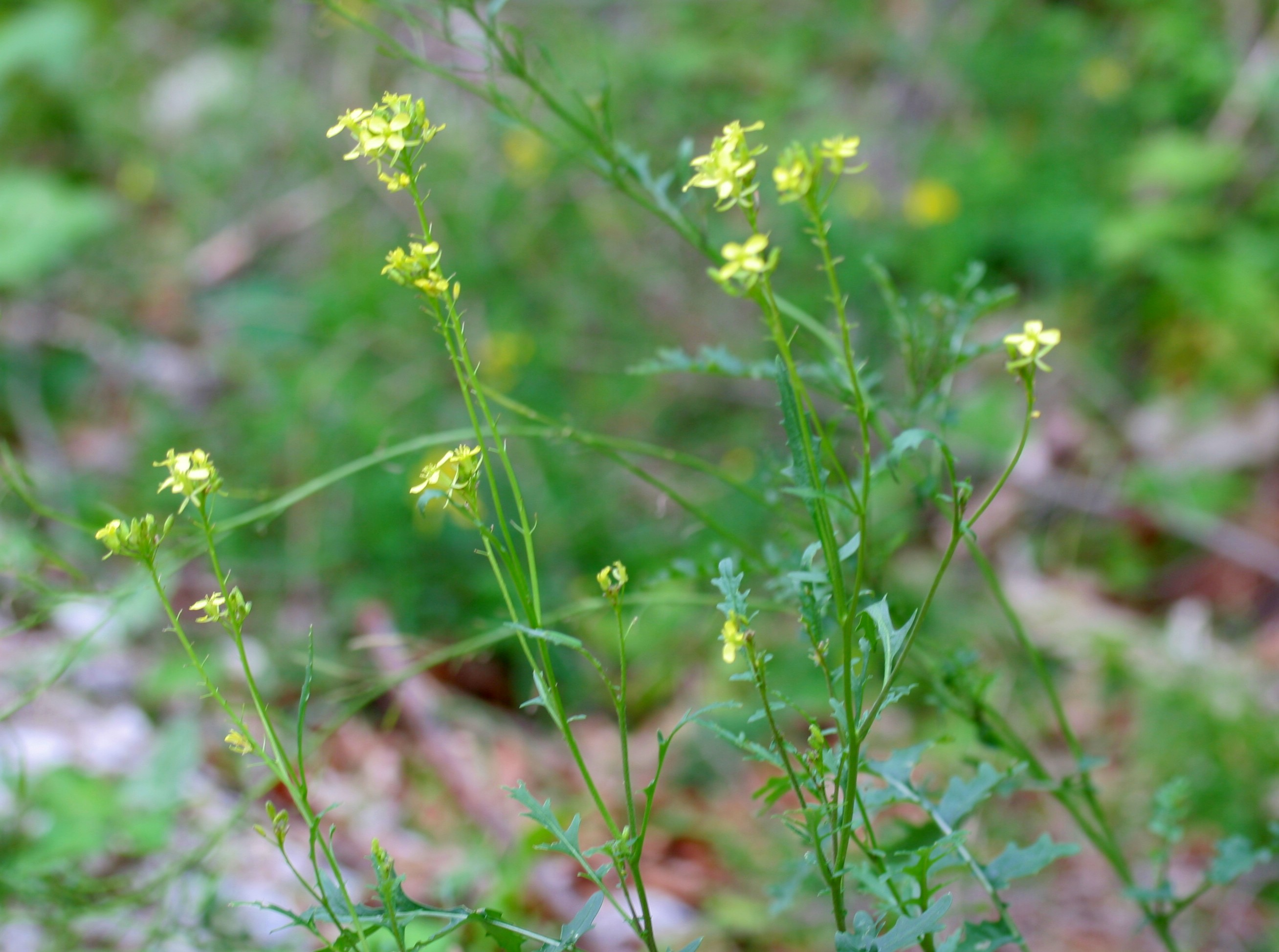
Portamento
Localitat: Cortina (BL), 1400 m d'altitud. - 29/07/2008

La ravenissa groga és una planta glabra. Fa de 20 a 50 cm d'alt (màxim 80 cm). El seu cicle biològic és biennal. La forma biologica en el sistema Raunkiær és Hemicriptòfit escapòs (H scap). les fulles són completament dividides imparipinnades amb 3-5, màxim 9, segments.

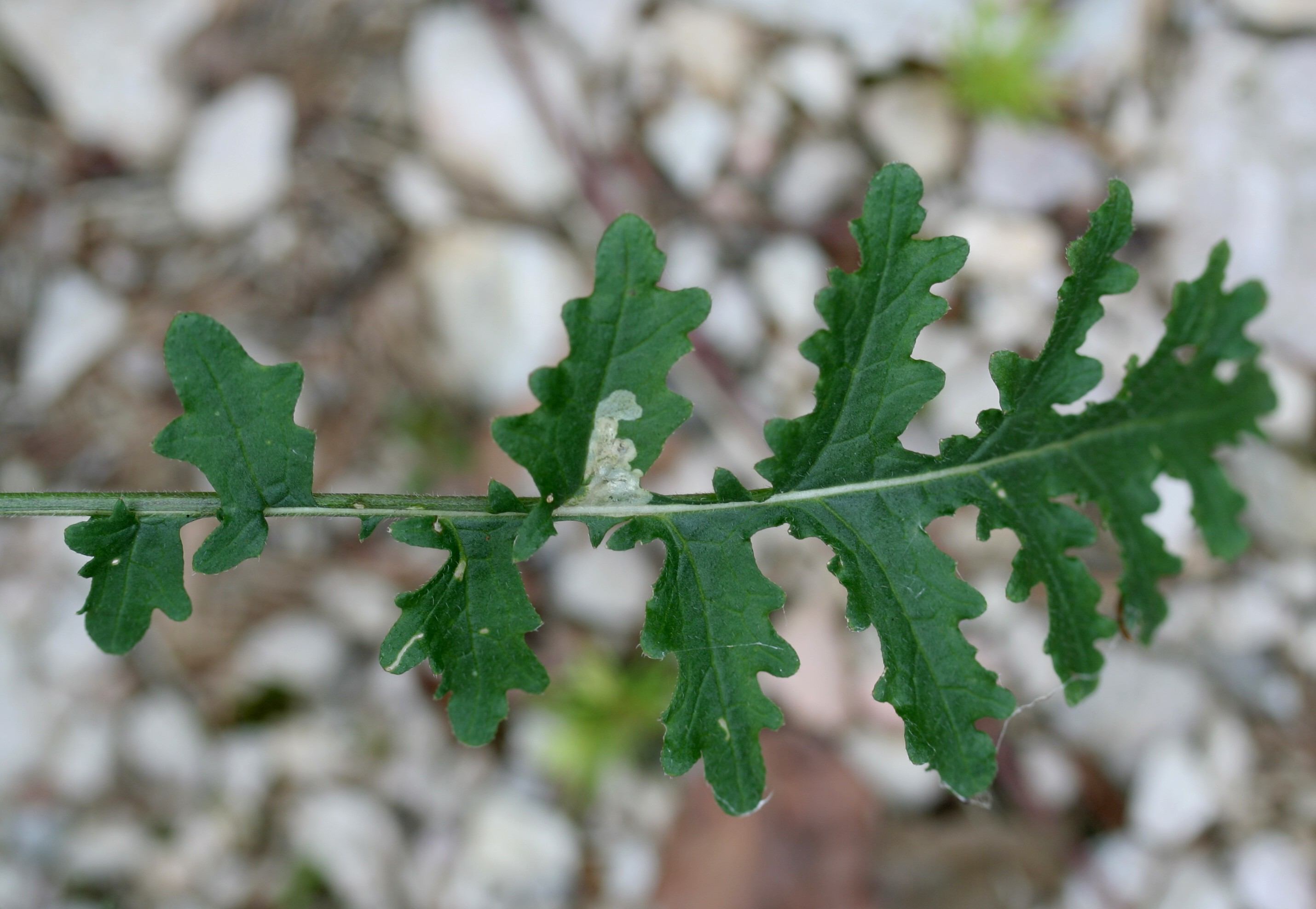
Fulla

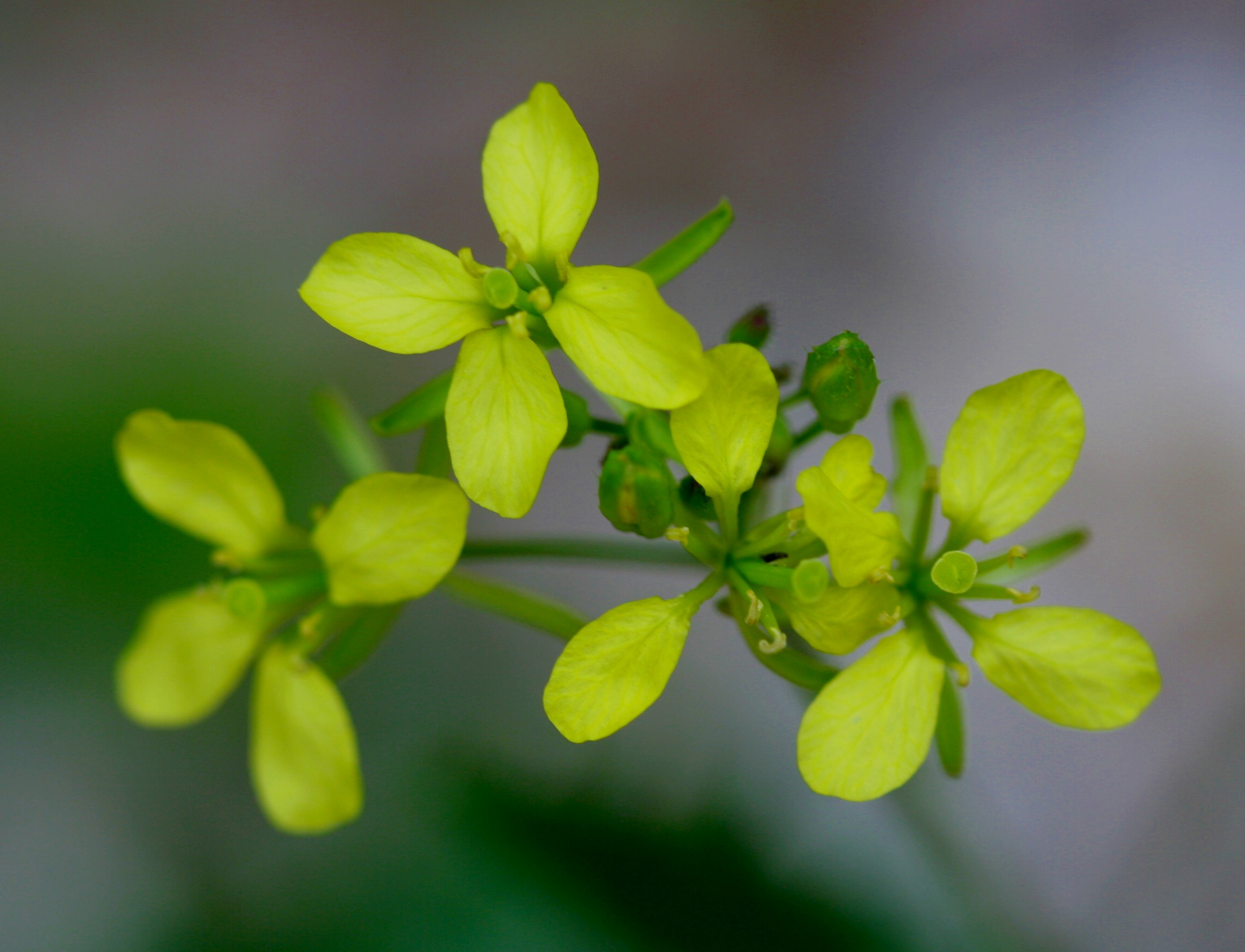
Flors

Les flors són hermafrodites actinomorfes tetràmeres amb un diàmetre de 10 – 16 mm. Floreix de maig a agost
El fruit és una siliqua no dividida que conté moltes llavors. L'àpex del fruit presenta un bec llarg de 3 mm cònic.

## Distribució i hàbitat
- Europa del sud-oest i Subatlàntic. Inclou els Països Catalans.
- Hàbitat: vora dels corrents d'aigua, zones ruderals preferentment calcàries. Fins als 2000 m d'altitud.

## Usos
A Hongria les seves llavors es fan servir com condiment culinari.